# Derobrachus
Genre
Derobrachus est un genre d'insectes coléoptères de la famille des Cerambycidae.

## Quelques espèces
- Derobrachus agyleus' Buquet, 1852
- Derobrachus apterus Bates, 1879
- Derobrachus asperatus Bates, 1878
- Derobrachus brevicollis Audinet-Serville, 1832
- Derobrachus cylindroidus Bates, 1884
- Derobrachus digueti Lameere, 1915
- Derobrachus dohrni Lameere, 1911
- Derobrachus forreri Bates, 1884
- Derobrachus geminatus LeConte, 1853
- Derobrachus leechi Chemsak & Linsley, 1977
- Derobrachus lepesmei Tippmann, 1953
- Derobrachus longicornis (Bates, 1872)
- Derobrachus megacles Bates, 1884
- Derobrachus megalophthalmus Tippmann, 1953
- Derobrachus procerus Thomson,1860
- Derobrachus sulcicornis LeConte, 1851

## Galerie

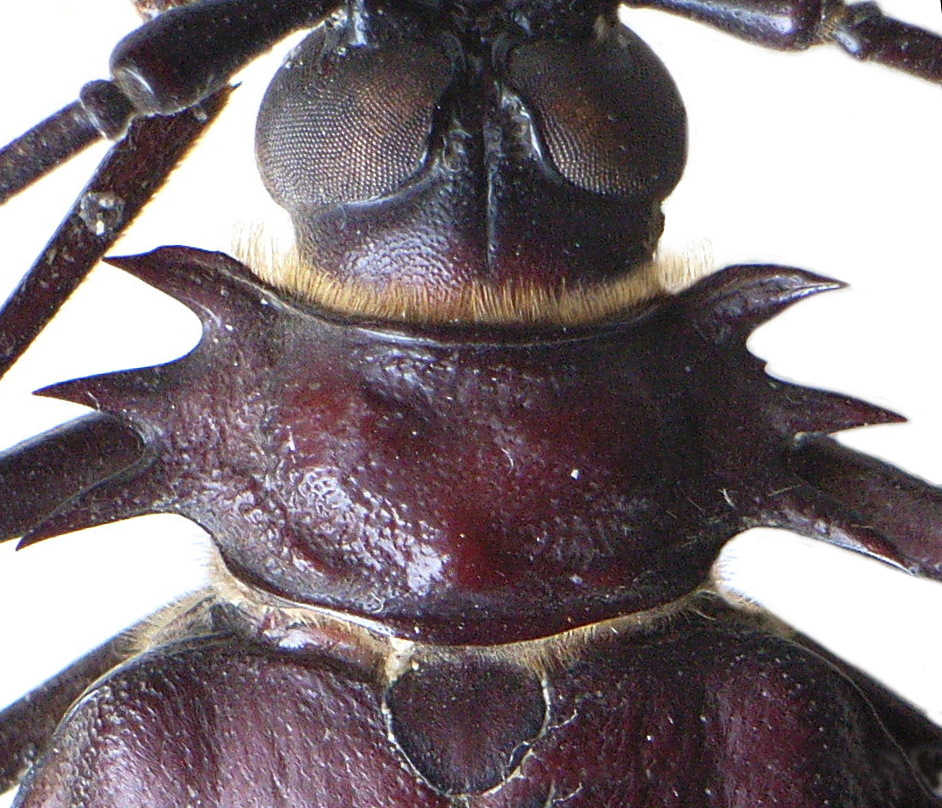
Pronotum de Derobrachus sp.
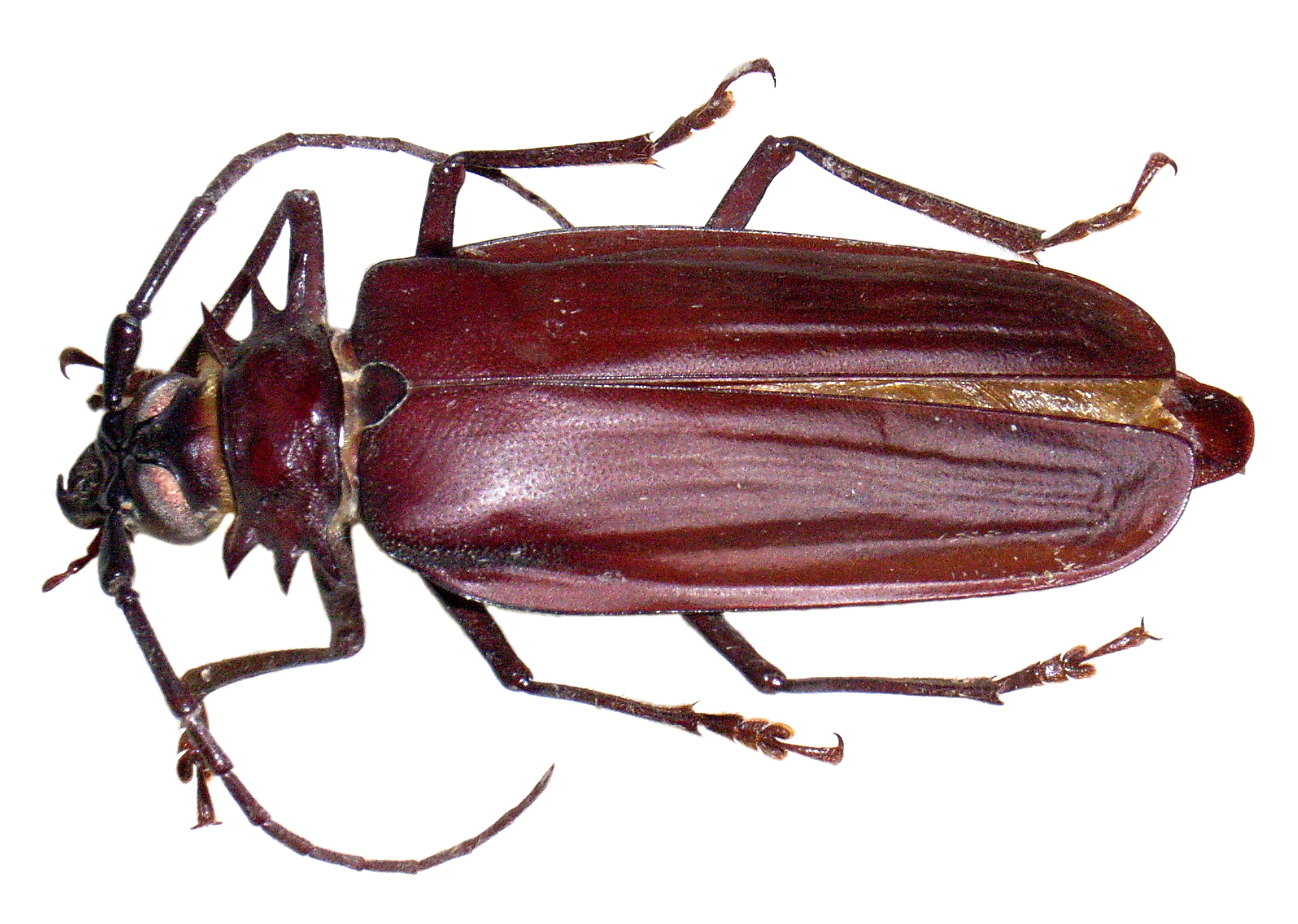
Derobrachus sulcicornis ?